# Isolinie
Isolinien (von altgriechisch ἴσος ‚gleich‘), auch Isarithmen genannt, sind Linien, auf denen jeweils an jedem Punkt der gleiche Wert auftritt. Bekanntestes Beispiel sind Höhenlinien („Isohypsen“) auf topografischen Karten. Geht man eine Isolinie entlang, wird der Wert (zum Beispiel die Höhe) weder größer, noch kleiner, sondern bleibt immer gleich. Isolinien sind ein Spezialfall der Niveaumenge. Der Gradient steht immer senkrecht zu den Isolinien.

## Eigenschaften
Um die Linien unterscheiden zu können, wird eine Variation der Linienform angewendet, indem Normal-, Zähl- und Zwischenlinien eingefügt werden. Beim Maßstab auf einer Landkarte (als Richtgröße etwa 1:1 Mio.) stößt diese Methode an ihre Grenzen. Isodistanzen (Linien, die Punkte gleicher Entfernung verbinden) können dagegen in allen Maßstäben vorkommen. Die Linien sind immer in sich geschlossen oder laufen zum Kartenrand hin aus, mit Ausnahme der Zwischenlinien, die nur dort eingefügt werden, wo sie benötigt werden.
Die älteste Methode zur Isoliniengewinnung ist die Interpolation. Jede Isolinie gibt eine Form an. Aus der Geometrie der Isolinienschar lässt sich daher die Objektform rekonstruieren. Bei Verkleinerung des Maßstabes erfolgt die Darstellung der in Wirklichkeit kontinuierlichen Oberflächen (Kontinua) in festgelegten Schritten. Dazu wird das Relief in charakteristische Stufen zerlegt, wobei Intervallflächen – die Fläche zwischen zwei Isolinien – benutzt werden.
Die Darstellung von Isolinien und den dazwischen liegenden Intervallflächen erfolgt mittels fachlich erprobten Farbsignaturen. Eine Darstellung mittels Rastern ist heute nur noch wenig gebräuchlich, wird und wurde bei Schwarz-Weißdarstellungen jedoch häufiger verwendet. Den niedrigen Werten werden oft dunkle, gesättigte Farben oder niedrige Grauwerte zugeordnet. Die Darstellung mehrerer Flächen ist infolge der resultierenden Überlagerung nicht oder nur schwer möglich.
Wird mit der Isolinie die Änderung einer bestimmten Größe nach einem Parameter betrachtet, versieht man diese mit der Vorsilbe Isallo. Möchte man die Konstanz eines gemittelten Wertes zum Ausdruck bringen, so nutzt man die verkürzte Vorsilbe Is statt Iso.

## Höhenliniendiagramm

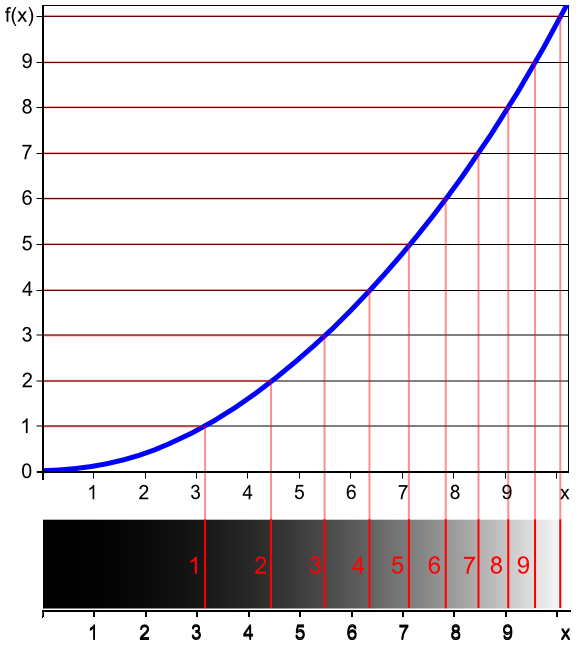
Liniendiagramm und 1D-Darstellung als Höhenpunkte

Ein Höhenlinien- oder Konturdiagramm ist eine zweidimensionale Darstellung einer bivariaten Funktion {\displaystyle f(x,y)} mit den Variablen {\displaystyle x} und {\displaystyle y}. Der Funktionswert an der Stelle {\displaystyle (x,y)} wird durch eine Höhenlinie oder eine Einfärbung verdeutlicht.
Die Zeichnung rechts veranschaulicht das Verfahren im Eindimensionalen. Oben ist die Funktion {\displaystyle f(x)} in Abhängigkeit von {\displaystyle x} aufgetragen. Unten ist lediglich die x-Achse gezeichnet. Der Funktionswert wird durch Höhenpunkte mit Zahlenangaben angegeben, wobei die Punkte zur besseren Darstellung zu senkrechten Linien verlängert wurden. Zusätzlich wurde der Wert von {\displaystyle f(x)} als Grauwert kodiert. Je steiler die Funktion ist, desto dichter liegen die Höhenlinien.
2D-Beispiele:

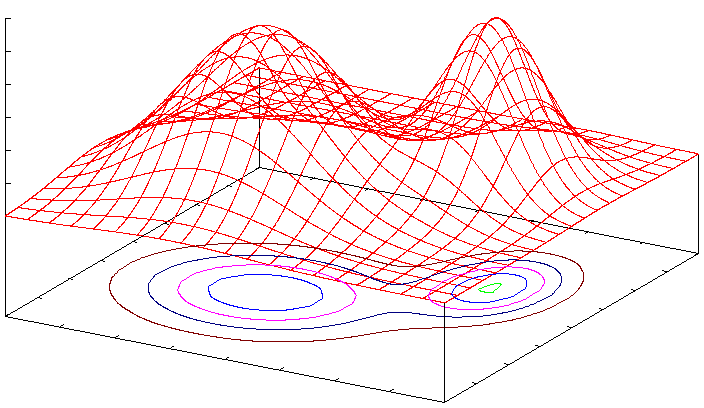
Perspektivisch gezeichnete Funktion f(x,y) mit Projektion des Konturdiagramms auf die xy-Ebene
Unverzerrtes Konturdiagramm
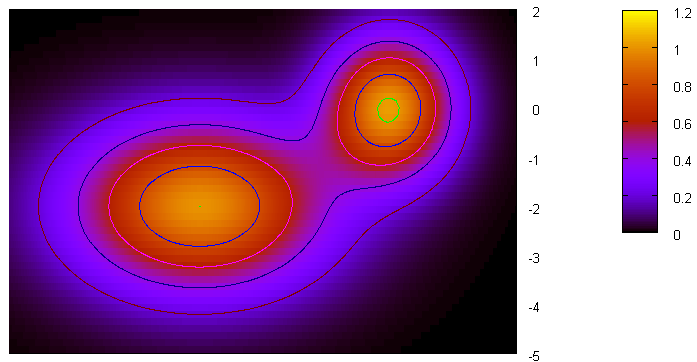
Konturdiagramm mit unterlegten Farben zur Kennzeichnung der Isolinien

## Pseudoisolinien
Als Pseudoisolinien bezeichnet man die Anwendung des Isolinienverfahrens auf Daten, die keine Kontinua, sondern Diskreta beschreiben. Diskreta sind „getreppte“ Flächen, die einen Wert repräsentieren, Übergänge zwischen den Werten sind nicht vorhanden.
Die Isolinienmethode ist vom Prinzip her Kontinua vorbehalten, da bei der Konstruktion Interpolationen vorkommen, die zwar in der Natur nicht real vorhanden sind, aber dennoch im Bereich des möglichen Wertespektrums liegen, wie etwa die 800-m-Isohypse, die real nicht sichtbar ist, aber in der Natur dennoch vorkommt.
Pseudoisolinien bedienen sich dieser Methode und wenden sie auf statistische Werte (Oberflächen) an, die aber keine Kontinua, sondern Diskreta sind (z. B.: Bevölkerungsdichte, der Wert ist eine Sach-Flächen-Relation, d. h. der Mittelwert gilt für die gesamte Fläche) und somit streng genommen keiner Interpolation unterworfen werden dürfen.
1855 entstand die erste Karte mit Pseudoisolinien (der Begriff „Isopleten“ wurde früher nur für die Bevölkerungsdichte verwendet), sie wurde stark kritisiert und die Methode geriet nach einer kurzen Zeit der Euphorie wieder in Vergessenheit. Mit dem Aufkommen der modernen Softwarepakete rückte sie wieder ins Blickfeld und ist heute Gegenstand der Forschung.

## Isolinien im Raum
Hat man es mit Daten im dreidimensionalen Raum zu tun, so werden aus den Isolinien Isoflächen, also Flächen, die benachbarte Punkte gleicher Merkmale oder Werte verbinden. In Dimensionen größer als drei werden solche Strukturen dann als „n-dimensionale Isoflächen“ bezeichnet. In Dimensionen kleiner als zwei ergeben derartige Strukturen keinen Sinn.

## Zusammenhang zwischen Isopotentialen und Feldlinien
Vor allem bei elektrischen, magnetischen und Gravitationsfeldern betrachtet man neben den Isolinien des Potentials, den Isopotentialen, auch die stets senkrecht dazu verlaufenden Feldlinien.

## Arten von Isolinien
Die folgende alphabetische Liste von Isolinien erhebt keinen Anspruch auf Vollständigkeit.
| Name               | Beschreibung |
| ------------------ | --- |
| Grundwassergleiche | Linie gleichen Grundwasserpegels (auch Grundwasserisohypse genannt). |
| Isakuste           | Linie gleicher Schallstärke (Seismologie). |
| Isallobare         | Linien gleicher Luftdrucktendenz. |
| Isallotherme       | Linien gleicher Temperaturtendenz. |
| Isamplitude        | Linien gleicher mittlerer Temperaturunterschiede zwischen Minimum und Maximum (zum Beispiel auf jährlicher Basis im Rahmen der Klimatologie). |
| Isanemone          | Linien gleicher mittlerer Windgeschwindigkeit. |
| Isanomale          | Linien gleicher Abweichung vom Erdmagnetfeld. |
| Isapostilbe        | Linien gleicher mittlerer Inkohlung. |
| Isenthalpe         | Linien gleicher Enthalpie. |
| Isentrope          | Linien gleicher Entropie/potentieller Temperatur. |
| Isoazimutlinie     | Linie gleichen Azimuts (Navigation) |
| Isobare            | Linien gleichen Druckes oder speziell in der Meteorologie auch gleichen Luftdruckes. |
| Isobase            | Linie gleicher Hebung (Tektonik) |
| Isobathe           | Linie gleicher Wassertiefe; in der Geologie werden auch Isolinien, die die Tiefenlage einer Fläche (z. B. der Basis- oder Dachfläche einer Formation) im Untergrund anzeigen, als Isobathen bezeichnet.                                                        |
| Isobronte          | Linien, die alle Orte verbinden, bei denen zur gleichen Uhrzeit der erste Donnerschlag auftritt. Isobronten sind wichtig zur Erfassung der Entwicklung und Verlagerung eines Gewitterherdes.                                                                   |
| Isocandela         | Linien gleicher Lichtstärke (Lichttechnik). |
| Isochione          | Linien gleicher Anzahl an Tagen mit Schneefall oder gleicher Höhe der Schneegrenze. |
| Isochiomene        | Linien gleicher Anzahl potentieller Monate mit Schneedecke. |
| Isochore           | Linien gleichen Volumens oder auch spezifischen Volumens in einem thermodynamischen Zustandsdiagramm. |
| Isochrone          | Linien gleicher Zeitdauer oder gleichen Beginns eines Ereignisses. |
| Isodapane          | Linien gleicher Transportkosten aller Produkte im Weberschen Industriestandortmodell. Über die Verrechnung von Isotimen erlangt man die kritische Isodapane. Außerhalb dieser Linien sind Produktionsstandorte nicht mehr rentabel.                            |
| Isodense           | Linien gleicher optischer oder physikalischer Dichte von Geweben, siehe auch Isopykne. |
| Isodiabate         | Linien gleichen Wärmestromes. |
| Isodose            | Linien gleicher Energiedosis. |
| Isodrosothermen    | Linien, die gleiche Taupunkttemperaturen verbinden. |
| Isogamme           | Linien, die Orte gleicher Schwere verbinden. |
| Isoglosse          | In der Sprachwissenschaft werden Isoglossen für die kartografische Darstellung der Grenzen zwischen unterschiedlichen Ausspracheformen oder auch grammatikalischen Formen beim Übergang von einem Dialekt zum anderen verwendet.                               |
| Isogone            | In der Meteorologie sind Isogonen Linien gleicher Windrichtung. |
| Isogone            | In der Geophysik sind Isogonen die Linien gleicher Werte der erdmagnetischen Deklination. |
| Isohaline          | Linien gleichen Salzgehaltes (Ozean). |
| Isohelie           | Linien gleicher mittlerer Sonnenscheindauer. |
| Isohumide          | Linien gleicher relativer Luftfeuchtigkeit. |
| Isohyete           | Linien gleicher Niederschlagsmenge. |
| Isohygromene       | Linien gleicher Anzahl arider oder humider Monate (Bezug: Klimatologie). |
| Isohypse           | Linien gleicher geographischer Höhe (Höhenlinie). |
| Isohypse           | In der Meteorologie wird dieser Begriff insbesondere für die Linien gleicher geopotentieller Höhe verwendet (auch Isopotentiale). Die geopotentielle Höhe hat ebenfalls, wie die geographische, das Meeresniveau als Bezugsniveau.                             |
| Isokatabase        | Linien gleicher Senkung. |
| Isokline           | Linien gleicher Neigung (Inklination): in der Geophysik die magnetische Inklination, in der Mathematik die Steigung einer Funktion |
| Isokonze           | Linien gleicher Stoffmengenkonzentration. |
| Isokostenlinie     | Linien gleicher Produktionskosten. |
| Isoluxe            | Linien gleicher Helligkeit, auch Isophote – siehe Isoluxdiagramm. |
| Isomene            | Linien gleicher Monatsmittel der Lufttemperatur. |
| Isonephe           | Linien gleicher Bewölkung. |
| Isoombre           | Linien gleicher Verdunstung. |
| Isopache           | Linien gleicher Mächtigkeit einer geologischen Schicht. |
| Isophane           | Linien gleichen Beginns oder gleicher Dauer phänologischer Phasen. |
| Isophone           | Linien gleicher Lärmbelastung (Akustik). |
| Isophote           | Linien gleicher Helligkeit, auch Isoluxe. |
| Isoplethe          | Linien gleichen Zahlenwertes einer Größe, die von zwei weiteren Parametern abhängt. Es gibt zum Beispiel Thermoisoplethen, also Linien gleicher Temperatur in einem Thermoisoplethendiagramm, deren Ordinate die Tageszeit und deren Abszisse die Monate sind. |
| Isopotentiale      | Linien gleichen Potentials; oft auch Äquipotentiallinien genannt. Sie werden in der Meteorologie oft auch vereinfachend als Isohypsen bezeichnet. |
| Isopykne           | Linien gleicher Dichte z. B. Luftdichte (von griechisch πυκνότητα pyknoteta, deutsch ‚Dichte‘), siehe auch Isodense. |
| Isoquante          | Linien gleichen Outputs. |
| Isorrhachie        | Linien zeitgleichen Hochwassereintritts. |
| Isoseiste          | Linien gleicher (standortabhängiger) Intensität eines Erdbebens. |
| Isostere           | Linien gleichen Bedeckungsgrads des Adsorbenten einer Adsorptionskältemaschine. |
| Isotache           | Linien gleicher Geschwindigkeit (in der Regel Wind- oder Fließgeschwindigkeit). |
| Isothere           | Linien gleicher durchschnittlicher Sommertemperatur. |
| Isotherme          | Linien gleicher Temperatur. |
| Isothermomene      | Linien gleicher Anzahl thermischer Vegetationszeiten in Monaten (Bezug: Klimatologie). |
| Isotime            | Linien gleicher Transportkosten einzelner Produkte im Weberschen Industriestandortmodell. |
| Isovapore          | Linien gleichen Sättigungsdampfdruckes. |
| Nullkline          | Nullwachstums-Isolinien in gewöhnlichen Differentialgleichung, siehe Phasenraum. |